# 미나미아오야기촌
미나미아오야기촌(南青柳村)은 시가현 이누카미군에 설치되었던 촌이다.